# Distrikt Mejía

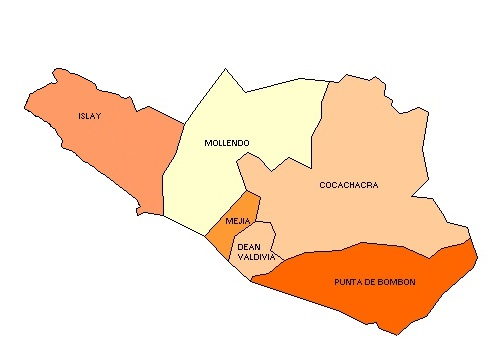
Distrikte der Provinz Islay

Der Distrikt Mejía liegt in der Provinz Islay in der Region Arequipa im Südwesten von Peru. Der Distrikt hat eine Fläche von 100,78 km². Beim Zensus 2017 wurden 1.172 Einwohner gezählt. Im Jahr 1993 lag die Einwohnerzahl bei 1.248, im Jahr 2007 bei 1.132. Sitz der Distriktverwaltung ist der an der Küste gelegene Ort Mejía mit 835 Einwohnern (Stand 2017). 
Der Distrikt Mejía liegt zentral in der Provinz Islay. Er erstreckt sich entlang einem etwa 9 km langen Abschnitt der Pazifikküste und reicht knapp 16 km ins Landesinnere. Der Distrikt ist nur entlang der Küste besiedelt. Dort findet auch bewässerte Landwirtschaft statt. Das Hinterland ist Wüste. Der Distrikt Mejía grenzt im Nordwesten an den Distrikt Mollendo, im Nordosten an den  Distrikt Cocachacra sowie im Südosten an den Distrikt Deán Valdivia. Die Nationalstraße 15 führt entlang der Küste durch den Distrikt.